# Sopron
Sopron ([ˈʃopron], en eslovac: Šopron, en alemany: Ödenburg) és una ciutat hongaresa. En temps de l'antiga Roma fou anomenada Scarabantia (Σκαρβαντία), una ciutat de l'Alta Pannònia a la via entre Carnunt i Sabaria. Fou municipi amb el nom de Flavia Augusta Scarabantia.

## Història
L'antiga vila romana de Scarbantia era molt propera a l'actual Sopron; de fet, el fòrum romà es va trobar a la plaça major de Sopron.
Durant les migracions dels pobles bàrbars, la ciutat fou destruïda i no va ser fins a la conquesta dels magiars al segle xi quan se'n reconstruïren les muralles i fou destinada la població al nou poblat de Suprun. El 1153 és esmentada com un centre comercial important.
El 1273, el rei Ottokar II de Bohèmia va ocupar-ne el castell. La ciutat fou retornada a mans hongareses pel rei Ladislau IV d'Hongria, que la va proclamar ciutat lliure.
Els otomans ocuparen gran part d'Hongria durant el segle xvi, però, la ciutat mai va caure en mans turques. Quan altres poblacions hongareses es revoltaren, la població de les zones ocupades fugí cap a Sopron, fent-la créixer. El 1676 un terrible incendi va destruir la vila. Durant els anys següents la ciutat fou reconstruïda, i esdevingué un exemple de l'art barroc centreeuropeu.
A l'acabament de la I Guerra mundial, després de la desfeta i trencament de l'Imperi Austrohongarès, quatre regions hongareses: Pressburg (Pózsony, actual Bratislava a Eslovàquia), Eisenburg (Vas), Ödenburg (Sopron) i Wieselburg (Moson), van passar a mans d'Àustria segons el tractat de Saint Germain. Després d'una insurrecció popular el 1921, els habitants de Sopron van votar en un 65% la seva annexió a Hongria.
Durant la II Guerra mundial, Sopron va sofrir terribles bombardeigs. Els soviètics van ocupar la ciutat el 1946.
El 1989 es va convertir en una ciutat exemple d'europeisme i anticomunisme en permetre a ciutadans de l'est travessar la frontera cap a Àustria. Avui, Sopron és una ciutat pròspera en el si de la Unió Europea. La seva proximitat a Àustria la converteix en un encreuament de camins molt important per a l'intercanvi econòmic i cultural.

## Fills il·lustres
- Maciej Kamieński (1734-1821) compositor musical.
- Lászlo Rátz (1863-1930), professor de matemàtiques.